# Arrows

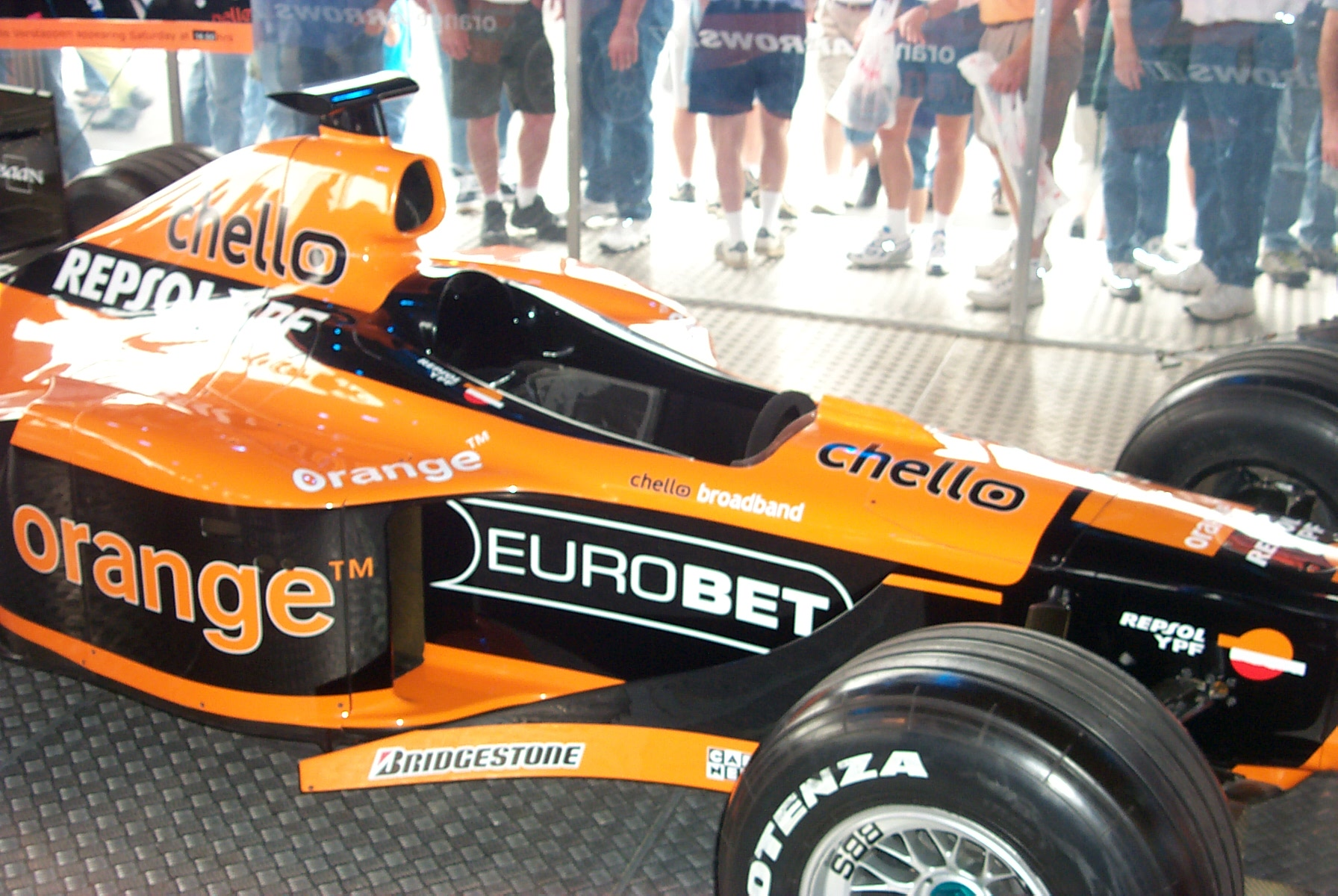
Arrows al GP de USA'2000.

Arrows és el nom de l'escuderia de Fórmula 1 fundada el 1977 per Franco Ambrosio, Alan Rees, Jackie Oliver, Dave Wass i Tony Southgate.
Tenia la seu a Milton Keynes, i després a Leafield, Regne Unit.

## Història
El setembre de 1978, al Gran Premi d'Itàlia a Monza, Patrese es va veure involucrat en un accident on va morir Ronnie Peterson, i els seus companys pilots li va prohibir competir a la cursa següent (el GP dels Estats Units). El 1981 Patrese va aconseguir l'única pole position de l'equip a Long Beach, que va liderar fins que es va retirar per problemes mecànics a la volta 33 de 80. Arrows compartí el 8è lloc en el Campionat de Constructors d'aquest any.
En 1984, amb motors turbo BMW M12 i el patrocini de la companyia de cigarrets Barclay tenia les coses més de cara. Aquest any van aconseguir el 9è lloc al Campionat de Constructors i el 8è en 1985. El 1987 BMW va sortir de la F1 i els seus motors es van aprofitar amb el logo de Megatron, però l'equip britànic tindria les seves millors temporades, acabant sisè el 1987 i cinquè el 1988.

### Footwork
L'Empresari japonès Wataru Ohashi va invertir en Arrows el 1990 i els cotxes van començar a lluir el logotip de Footwork en un lloc prominent. L'equip va prendre el nom oficial de Footwork el 1991, i va obtenir un contracte per a córrer amb els motors de Porsche, amb resultats desastrosos, i el 1992 van passar a Mugen. Arrows conservà el nom Footwork fins que Ito es va retirar abans de la temporada 1996, amb la qual cosa el nom de l'equip va tornar a ser Arrows. Jackie Oliver va mantenir el control durant tot el període.

### Arrows

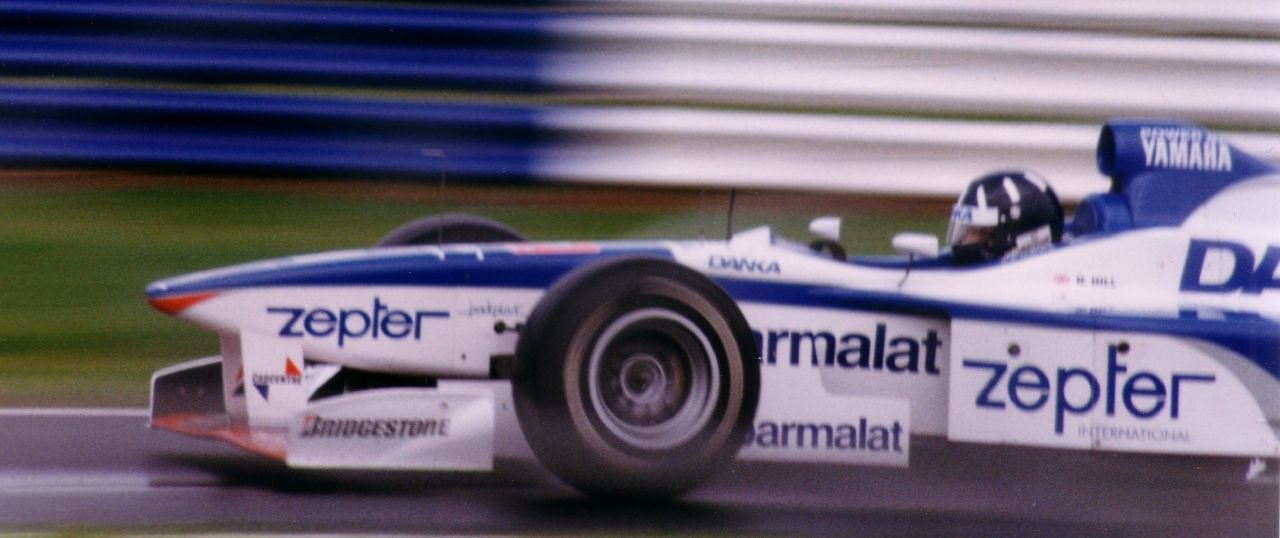
Damon Hill amb l'Arrows.

El març de 1996, Tom Walkinshaw va comprar una participació a l'equip, i el setembre va contractar el campió del món Damon Hill i també al ric brasiler Pedro Diniz, per a ajudar a pagar els sous de Hill. L'equip gairebé s'assegura una victòria al Gran Premi d'Hongria del 1997, on Hill va començar en la tercera posició i Michael Schumacher va passar a ocupar el primer lloc. Una avaria d'un component en les últimes voltes de la cursa el va fer acabar segon. En els anys següents Walkinshaw compraria la resta de les accions d'Oliver. Brian Hart, que havia estat el proveïdor de motors des de 1995, va ser contractat per l'equip per dissenyar els nous motors Yamaha, i més tard els motors Arrows (1998).
A la temporada 2000, Jos Verstappen va tornar a Arrows, on havia conduït el 1996 amb el seu company d'equip Pedro de la Rosa. El xassís era un Arrows A21 amb un motor Supertec. El motor Supertec no era el més potent, però seguia sent molt bo, i encara es va millorar durant aquesta temporada. Aliat amb un paquet aerodinàmic excel·lent i una bona estabilitat al darrere, això va permetre que els Arrows A21 marquessin consistentment els millors temps en línia recta en els circuits. En general, tant Verstappen com de De la Rosa van ser competitius a les curses, en un segon nivell.
Un canvi a Asiatech V10 el 2001 i la pèrdua d'una gran quantitat de personal va deixar l'equip més feble en el 2001, quan Tom Walkinshaw decidí reemplaçar De la Rosa amb el debutant a la F1 Enric Bernoldi. L'equip lluità durant la temporada, però Verstappen va anotar l'únic punt de l'equip a Àustria. Heinz-Harald Frentzen i Enrique Bernoldi no es van classificar deliberadament en el Gran Premi de França del 2002 per problemes financers de l'equip.
El 2002, Tom Walkinshaw va fer un acord per a utilitzar motors Cosworth V10 i va mantenir Bernoldi (amb el suport de Red Bull), però va canviar Verstappen per Heinz-Harald Frentzen, que va quedar disponible quan el Prost Grand Prix tancà. Això va causar que Verstappen tinguera èxit amb una demanda per incompliment de contracte. Aquest any també va haver de fer front a un pagament elevat al brasiler Pedro Diniz, que havia portat el seu finançament a Sauber l'any 1999. L'equip s'enfrontà a un tercer litigi amb Frentzen, que tenia un contracte cursa a cursa i que encara no havia cobrat. Arrows es va quedar sense diners en la meitat de la temporada i van deixar de participar en algunes curses a final de temporada. Els seus conductors deliberadament no es qualifiquen per al Gran Premi de França. Com a resultat d'això va entrar en liquidació al final de la temporada, obligant a tancar l'equip TWR.
Un consorci encapçalat per Phoenix Finance - dirigit per Charles Nickerson, un amic de Walkinshaw - va comprar part dels actius de l'equip, específicament els motors, creient que juntament amb la compra d'actius de Prost Grand Prix obtindria l'accés a la temporada 2003. No obstant això, la seva sol·licitud va ser rebutjada per la FIA.
En la seva accidentada història, Arrows va establir el rècord gens envejable de 382 curses sense guanyar.

## A la F1
- Debut: Gran Premi de Brasil del 1978
- Curses disputades: 368
- Victòries: 0 (5 segons llocs com a millor resultat)
- Pole positions: 1
- Voltes Ràpides: 1
- Punts aconseguits al Camp. Mundial: 164
- Ultima cursa disputada: Gran Premi d'Alemanya del 2002